# Gunnarsgöl, Småland
Gunnarsgöl är en sjö i Västerviks kommun i Småland och ingår i Botorpsströmmen-Marströmmens kustområde.